# Uturuncu
L'Uturuncu est une montagne de Bolivie culminant à 6 008 mètres d'altitude dans la cordillère des Andes. C'est un volcan présentant des signes d'activité notamment sous la forme de fumerolles et de fréquents séismes. Malgré son altitude et son isolement, il est facile d'accès, son ascension pouvant être en partie faite en véhicule motorisé.

## Géographie
L'Uturuncu est situé en Bolivie, dans la province de Sud Lípez au Sud du département de Potosí, à 35 kilomètres de la frontière avec l'Argentine et un peu plus de 60 kilomètres de celle avec le Chili. Il se trouve à 330 kilomètres au sud-sud-ouest de Potosí et 410 kilomètres de Sucre, et 600 kilomètres au sud de La Paz. La localité la plus proche est San Pedro de Atacama, à 130 kilomètres au sud-ouest, au Chili. Le sommet s'élève à 6 008 mètres d'altitude, dans la cordillère Occidentale des Andes, ce qui en fait le plus haut du Sud-Ouest de la Bolivie. Il se trouve non loin de la laguna Colorada, la laguna Verde et le salar d'Uyuni.

## Histoire éruptive
Il s'agit d'un volcan en semi-sommeil : des fumerolles sont présentes et certaines mesures, depuis 1990, font état d'un gonflement de 1 à 1,5 centimètre par an sur une zone entourant le sommet. Sa dernière éruption remonterait à 271 000 ans[réf. souhaitée]. D'après les déformations du sol, la chambre magmatique serait en activité depuis 1992. Des mesures ont relevé une activité sismique plus sensible entre 1996 et 2003, qui se serait encore accrue à la suite des puissants séismes du Chili en 2010. L'accroissement du volume magmatique suggère une possible éruption prochaine, mais les volcanologues ne peuvent qu'en exprimer la simple hypothèse.

## Ascension
C'est probablement le sommet de plus de 6 000 mètres le plus facile à atteindre dans le monde. Avant les éboulements[Quand ?] autour de 5 000 m, un 4x4 pouvait amener aux environs de 5 750 mètres, sur le col qui sépare les deux sommets (la piste permettait d’exploiter des mines de soufre jusque dans les années 1995). Reste ensuite environ une heure de marche au minimum.